# Jabal Al-Lawz
Le jabal al-Lawz (en arabe : جَبَل ٱللَّوْز), également orthographié Gebel el-Lawz, est une montagne et point culminant des monts de Madian. Elle est située dans le Nord-Ouest de l'Arabie saoudite, près de la frontière jordanienne, au-dessus du golfe d'Aqaba et culmine à 2 549 m d'altitude.  

## Toponymie
Le nom « jabal al-Lawz » signifie « montagne d'amandes ».  

## Géographie

### Géologie
Le sommet du Jabal al-Lawz se compose d'un granite calco-alcalin de couleur claire qui est entrecoupé par des dykes de rhyolite et d'andésite. 

### Flore
Entre 1 300 et 2 200 mètres d'altitude, le jabal al-Lawz présente les restes d'une ancienne forêt méditerranéenne reliques de Juniperus phoenicea, avec un sous-étage d'Achillea santolinoides, d'Artemisia sieberi et d'Astracantha echinus subsp. arabica.